# Capitania do Piauí
A Capitania de São José do Piauí ou Capitania do Piauí foi uma Capitania portuguesa no Brasil colonial criada em 1718, desmembrando-se da capitania do Maranhão. Sua capital era a vila de Oeiras. O primeiro governador só tomaria posse quarenta anos depois em 1758. O nome da capitania de São José do Piauí, deve-se a uma homenagem ao período do reinado do monarca José I, que mantinha suas reais-fazendas no território.

## História
Três anos antes da criação da nova capitania, em 1715, o território do Piauí foi transferido administrativamente do Estado do Brasil e incorporado ao Estado do Maranhão.
Todavia, o Catálogo de Manuscriptos da Bibliotheca Pública Eborense, dá notícia de Carta Regia, datada de 30 de junho de 1712, determinando ao Ouvidor Geral do Maranhão que vá ao Piauí e crie, onde está a Igreja, uma Vila, e quando esta estiver estabelecida, proveja a dita Capitania do Piauí de Ouvidor Geral.[carece de fontes?]
O historiador Rego Neto menciona que o documento régio de 1718 cria a Capitania do Piauí e que posteriormente o governador, João Pereira Caldas, fez um decreto no dia 13 de novembro de 1761 modificando o nome para Capitania de São José do Piauí em homenagem ao monarca lusitano.
À medida que cresciam a pecuária e as fazendas de gado no Piauí, cresciam também os mercados consumidores, abastecendo os mercados não apenas do Nordeste, mas também do Pará, Minas Gerais e Rio de Janeiro.
A contribuição dos padres jesuítas foi decisiva na colonização do Piauí, principalmente no desenvolvimento da pecuária, que, em meados do século XVIII, atingiu seu auge. Com a expulsão dos jesuítas do Império Português (1759) pelo Marquês de Pombal, as fazendas foram incorporadas à Coroa portuguesa e entraram em declínio.
Em 1758, foi criada a Capitania do Piauí, desmembrada da do Maranhão, tendo como capital a Vila da Mocha, um dos primeiros núcleos demográficos piauienses, e como primeiro governador João Pereira Caldas, em cuja administração (1758-1769) a Vila da Mocha foi elevada à categoria de cidade, com o nome de Oeiras, e receberam o título de vila localidades como Jerumenha, Marvão (atual Castelo do Piauí), Parnaguá, Campo Maior e Parnaíba.
O Governo da Capitania do Piauí permaneceu administrativamente subordinado ao da Capitania-Geral do Maranhão até 30 de maio de 1811, quando Carta Patente do então Príncipe Regente João nomeou o sr. Amaro Joaquim Raposo de Albuquerque Governador da Capitania do Piauí, «que sou servido desmembrar da Capitania-Geral do Maranhão para ficar inteiramente a sua administração independente desta a que era subalterna».[carece de fontes?]
Em 28 de fevereiro de 1821 torna-se uma província, que viria a ser o atual estado de Piauí com a Proclamação da República em 1889.[carece de fontes?]